# 103P/Хартли
Комета Хартли (103P/Hartley, устаревшее обозначение — Хартли 2) — короткопериодическая комета из семейства Юпитера, которая была обнаружена 15 марта 1986 года американским астрономом Малкольмом Хартли с помощью 1,24-метрового телескопа системы Шмидта обсерватории Сайдинг-Спринг. Он описал её как диффузный объект 17,0 m звёздной величины с небольшим хвостом. Комета получила широкую известность благодаря своему сближению с Землёй в октябре 2010 года. Именно комета Хартли стала целью для космического аппарата Дип Импакт, который 4 ноября пролетел мимо неё на рекордно малом расстоянии в 700 км и сделал первые подробные снимки её поверхности. Хартли стала пятой по счёту и самой маленькой кометой, которая посещалась космическим аппаратом. Комета обладает довольно коротким периодом обращения вокруг Солнца — чуть более 6,4 года.
- Орбита кометы Хартли и её положение в Солнечной системе

## История наблюдений
Спустя несколько дней после открытия, 17 и 20 марта были проведены повторные наблюдения, в ходе которых получены новые фотоснимки кометы, после чего об открытии новой кометы было официально заявлено в Центральное бюро астрономических телеграмм Международного астрономического союза.
Получив первичные сведения о местонахождении кометы, Дэниел Грин (англ. Daniel W. E. Green) из Центрального бюро астрономических телеграмм рассчитал для неё первую параболическую орбиту, из которой следовало, что ближе всего к Солнцу комета находилась 20 июня 1985 года на расстоянии 0,076 а. е. Наклонение орбиты оценивалось в 60°. Информация об открытии и приблизительная орбита были опубликованы 24 марта, но уже 8 апреля Центральное бюро издало пересмотренную орбиту с учётом как первичных, так и новых сведений о местоположении кометы, полученных 5 апреля. Брайан Марсден подтвердил верность предположения Грина о короткой периодичности кометы, но его расчёты показали, что комета прошла перигелий (ближайшую точку орбиты кометы от Солнца) 5 июня 1985 года на расстоянии 0,961 а. е. Он сообщил, что слишком маленькое угловое расстояние от Солнца не могло позволить наблюдать комету в 1985 году, а также добавил, что в 1982 году, по всей видимости, произошло тесное сближение с Юпитером. Наблюдения кометы продолжались до 7 июня.
Ныне учёным известно, что комета прошла перигелий 4 июня и имела период обращения 6,26 года. 2 ноября 1982 года комета пролетела на расстоянии 0,33 а. е. от Юпитера, в результате чего её перигелий увеличился с 0,90 а. е. до 0,95 а. е., и период с 6,12 до 6,26 года. Ещё поразительнее факт, что 28 апреля 1971 года комета прошла на расстоянии 0,085 а. е. от Юпитера, что повлекло за собой уменьшение перигелия с 1,62 а. е. до 0,90 а. е., и периода с 7,92 до 6,12 года!

### Возвращения 1991 года
Сюити Накано (яп. 中野主) предоставил расчёт возвращения кометы в 1991 году, но её поиски не увенчались успехом. Тем не менее, комета была случайно переоткрыта — 11 июля Галина Кастель (Институт теоретической астрономии) сообщила об открытии, сделанном Тимуром Крячко (Майданакская высокогорная обсерватория) во время визуальных поисковых наблюдений при помощи 25-см (f/4) телескопа, проведённых им 9 июля, и подтверждённом ею 10 июля. По его описанию, комета имела звёздную величину +11,0 m и кому в 15 минут дуги в поперечнике. Накано предположил, что это была 103P/Hartley, означая ошибку его расчёта с опозданием на пять дней. Ричард Маккроски (Richard E. McCrosky) и Чэн-Юань Шао (Cheng-yuan Shao) из обсерватории Ок-Ридж (Массачусетс, США) подтвердили предположение Накано после того, как 12 июля получили фотографии кометы с помощью 155-сантиметрового рефлектора. Примерно в середине августа комета прошла на расстоянии 0,77 а. е. от Земли и достигла перигелия 11 сентября. В конце июля её блеск был ярче 10,0 m, а в начале августа — ярче 9 m. В первой половине сентября блеск достиг своего максимума (8,0 m) и оставался на этом уровне до октября, после чего он падал с 9 в начале ноября до 12 к концу декабря. На протяжении всего декабря размер комы составлял 2—3 минуты дуги в поперечнике. Последний раз комета наблюдалась 4 мая 1992 года — в обсерватории Ок-Ридж смогли получить два снимка.

### Возвращения 1997 года
Снова комета была обнаружена 2 мая 1997 года в обсерватории имени Уиппла. В конце декабря она достигла максимального блеска (8,0 m), а размер комы был около 8 минут дуги в поперечнике. В течение 1998 года яркость кометы шла на убыль. 8 января 1998 года комета прошла на расстоянии 0,8177 а. е. от Земли. Большинство наблюдателей оценивали яркость кометы 20 января в +8,5 и размер комы в 7 ' минут дуги. К середине февраля блеск был в пределах 9,5—10 m, а кома 4 минуты дуги. Лишь немногим наблюдателям удалось проследить комету до середины марта. В большинстве случаев звёздная величина кометы к тому времени была около +11, а кома измерялась 2 ' минутами дуги. Последний раз комету наблюдали 12 апреля 1999 года в Лунно-планетной лаборатории в Аризоне, сотрудники которой оценили блеск кометы в +19,2 m.

### Возвращения 2004 года
Во время очередного периода видимости комета прошла перигелий 17 мая 2004 года, но неблагоприятное расположение вблизи от Солнца не позволило проводить наблюдения за ней при её большей яркости. Фотонаблюдения оказались успешными лишь только в сентябре и октябре 2004 года, когда блеск кометы уже снова упал до 16—17 m. Последний раз комета была зафиксирована 1 марта 2006 года астрономами Национальной обсерватории Венесуэлы в 5,03 а. е. от Солнца с магнитудой 20,2 m.

### Возвращение 2010 года
Возвращение 2010 года стало одним из самых удачных из всех возможных для этой кометы: 20 октября 2010 года, всего за восемь дней до прохождения перигелия комета оказывается в непосредственной близости от Земли всего в 0,12 а. е. (18 млн км). Одно из самых ранних предсказаний этого явления было сделано К. Киноситой ещё в январе 2007 года, при расчёте орбиты на основе 564 позиций кометы, полученных в 1985, 1991, 1997 и 2004 годах.
Первыми приближающуюся комету 5 мая 2008 года заметили астрономы из Паранальской обсерватории в Чили, которые получили 62 изображения кометы. Несколько месяцев спустя 12 и 13 августа комета активно изучалась орбитальным телескопом Спитцер в инфракрасном диапазоне. Только благодаря Спитцеру в 2008 году удалось заглянуть под кому Хартли и получить первые данные о её размерах и скорость потери вещества. Результаты наблюдений показали, что ядро кометы имеет размер 1,14 ± 0,16 км в поперечнике и очень низкое альбедо всего 0,028. Массу кометы оценивают примерно в 3⋅1011 кг. Это означает, что, если не произойдёт развала ядра кометы, при текущей потере массы комету можно будет наблюдать с Земли ещё на протяжении 700 лет.
В следующий раз комета была замечена 12 марта 2010 года с помощью 8,1-метрового инфракрасного телескопа обсерватории Gemini South в Серро-Пачоне (Чили). Дополнительные наблюдения были проведены 13 и 17 марта на 2,4-метровом телескопе в обсерватории Магдалена-Ридж (Нью-Мексико, США). К 6 августа комета достигла яркости в 13,2 m и кому диаметром 0,6 ' угловых минут. К концу сентября её магнитуда и размер комы достигли значений в 7,0 m и 20 ' угловых минут. По мере приближения к Солнцу яркость кометы всё более увеличивалась, делая её более доступной для наблюдения, но вместе с тем, увеличивался и размер комы, что, наоборот, затрудняло обнаружение кометы. К моменту максимального сближения с Землёй 20 октября яркость кометы достигла рекордного значения в 4,5 m звёздной величины и её стало возможным наблюдать в созвездии Близнецов даже невооружённым глазом, но из-за раздувшейся до 30 ' угловых минут комы, сделать это можно было только в безлунную ночь вдали от городской засветки.
В дни максимального сближения, в период с 24 по 27 октября 2010 года, к изучению кометы подключилась и радиолокационная обсерватория Аресибо. В ходе работ удалось получить изображения вращающегося ядра кометы, длинная ось которого, по данным измерений, составляет по меньшей мере 2,2 километра, а период вращения —  около 18,1 часа.

## Исследование КА Дип Импакт
Комета Хартли стала одной из немногих комет, которая подверглась изучению с космического аппарата. Изучавший ранее в 2005 году комету 9P/Темпеля 1 зонд Дип Импакт, был перенаправлен НАСА для изучения с пролётной траектории ещё одной кометы в рамках дополнительной миссии. Первоначально планировалось, что аппарат будут направлен к комете Ботина. Однако данная комета не наблюдалась с 1986 года и его орбита не могла быть рассчитана с достаточной точностью, чтобы выполнить пролёт, поэтому НАСА переориентировало космический аппарат на Хартли-2. Максимальное сближение аппарата с кометой состоялось 4 ноября в 14:02 по всемирному времени, — аппарат пролетел всего в 700 км от ядра кометы. Научная аппаратура зонда состояла из двух основных инструментов: комплекса высокого разрешения HRI (High Resolution Instrument), включающего телескоп, мультиспектральную камеру и инфракрасный спектрометр, и комплекса среднего разрешения MRI (Medium Resolution Instrument). Скорость пролета была довольно высокой, около 12 км/сек, но это не помешало получить около 10 тысяч снимков и провести множество измерений.
Эти снимки стали основным источником научных данных об этой комете. Они показали, что ядро кометы имеет необычную вытянутую форму, напоминающая арахис с размером по длинной оси около 2,25 км. Кроме того, ученые установили, что ядро кометы вращается по крайне сложной траектории, двигаясь сразу вокруг нескольких осей с разными циклами вращения, что связано с его необычной формой и неравномерным нагревом разных частей кометы солнечными лучами. Рельеф поверхности ядра также оказался крайне неоднородным — достаточно ровная перемычка «арахиса» соседствуют с холмистой поверхностью на половинках кометы, которые усеяны гигантскими яркими валунами, размером от 16 до 80 метров, обладающими при этом в два-три раза более высоким альбедо, чем окружающая поверхность.
Большой интерес для учёных представляла кометной активности ядра. По первым же снимкам стало понятно, что данная комета отличается от посещённой КА Дип Импакт 5 лет назад кометы Темпеля 1. Шлейфы вещества, выбрасываемые на высоту до 1,2 км, наглядно свидетельствовали о том, что комета Хартли является ярким примером гиперактивной кометы. Так, несмотря на относительно небольшое ядро она выбрасывала в 5 раз больше пыли и газа, чем комета Темпеля 1. А доля молекул воды в этих выбросах была сравнима с количеством всей воды, испаряющейся с поверхности кометы Темпеля 1, площадь которой в 10 раз больше, чем у Хартли.
Подобная активность объясняется тем, что шлейфы материала, извергающегося с её поверхности, в основном генерируются струями CO2, которые особенно хорошо видны на неосвещённой стороне ядра. Больше всего учёных миссии поразило в них то, что куски водяного льда в струях поднимались с поверхности не силой водяного пара, нагретого Солнцем, а струями углекислого газа. Дело в том, что сублимация сухого льда в углекислый газ происходит при температуре −79 °C, водяной же лёд начинает испаряться при гораздо более высоких температурах. Таким образом, получается, что углекислый газ на комете вырывает с поверхности замерзшие частички водяного льда вместе с частицами пыли и отправляет их в космос. Это стала ясно, после прохождения зонда через шлейф кометы, который, как оказался, состоял не только из облаков пыли и углекислого газа, но и фрагментов льда, которые создавали своеобразную «снежную бурю», сквозь которую пролетал космический корабль. Самые большие из этих фрагментов достигали размеров баскетбольного мяча.
Миссия EPOXI обнаружила, что зоны кометной активности сосредоточены на малой половинке кометы, что объясняется наличием там в два раза более высокой концентрацией углекислоты по сравнению с большей половинкой. В это время в средней части кометы преобладают выделения водяного пара с очень небольшим количеством углекислого газа или льда. Это объясняется тем, что некоторые частицы пыли, ледяные глыбы и другие материалы, выбрасываемые шлейфами углекислого газа, движутся достаточно медленно, чтобы быть захваченными даже слабой гравитацией кометы и потому постепенно оседают в средней части кометы, что и объясняет её относительно ровный рельеф. Ещё одной причиной подобных асимметрий может являться различный нагрев разных частей кометы на протяжении истории её существования, который, в свою очередь, непосредственно влияет на вращение ядра.
Из других особенностей стоит отметить необычно малое содержание тяжёлой воды в составе ядра, по сравнению с другими изученными кометами. Причём соотношение тяжёлой и обычной воды совпадает с её соотношением в земных океанах. Также в период с 9 сентября по 17 сентября 2010 года было зафиксировано неожиданное увеличение выбросов цианидов (производных синильной кислоты) в 7 раз, после чего последовало их медленное снижение до 24 сентября.